# Zemaljsko antifašističko vijeće narodnog oslobođenja Bosne i Hercegovine

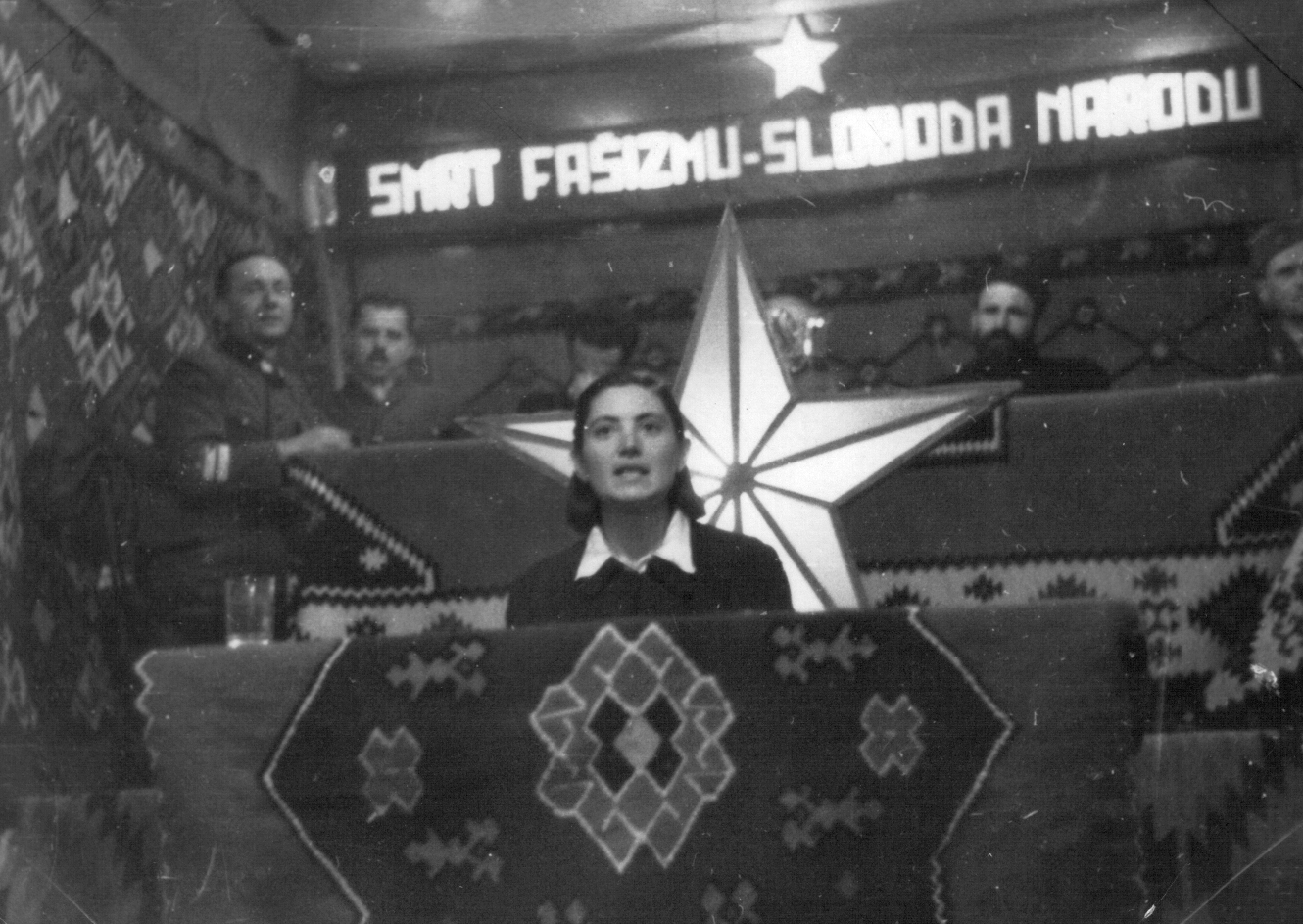
Rada Vranješević przemawiająca na sesji ZAVNOBiH

Zemaljsko antifašističko vijeće narodnog oslobođenja Bosne i Hercegovine (ZAVNOBiH) – organ przedstawicielski uczestników antyfaszystowskiego ruchu oporu na terytorium Bośni i Hercegowiny w trakcie II wojny światowej. Funkcjonował w latach 1943–1945.
Pierwsza sesja odbyła się w dniach 26–27 listopada 1943 w Mrkonjić Gradzie. Obecnych było 141 delegatów. Podjęto uchwałę założycielską i uchwalono rezolucję o przyszłym federalnym ustroju Jugosławii i Bośni i Hercegowinie jako jej republice związkowej.
Na trzeciej sesji, która odbyła się w dniach 26–28 kwietnia 1945 w Sarajewie, ZAVNOBiH przekształcono w Zgromadzenie Ludowe Socjalistycznej Republiki Bośni i Hercegowiny. Powołano również jej rząd.